# Segnaletica stradale di indicazione negli Stati Uniti d'America
La segnaletica stradale di indicazione è una sottocategoria della segnaletica stradale degli Stati Uniti d'America: i segnali contenuti in tale gruppo hanno lo scopo di fornire informazioni di vario genere (distanza e direzione per raggiungere una località, la presenza di un benzinaio, il nome di un fiume, ...) agli utenti della strada. I segnali di indicazione, salvo alcune eccezioni, sono di forma rettangolare ed hanno sfondo verde e scritte bianche. In questa pagina vengono descritti solamente i segnali stradali contenuti nel MUTCD federale e non le varianti che possono essere utilizzate nei singoli stati federati.

## Serie D1: segnali di direzione per località
La serie D1 contiene i segnali che indicano le direzioni (ed eventualmente le distanze) per raggiungere alcune località.
| Segnale statunitense | Significato                                                  | Spiegazione |
|                      | Segnale con destinazione (1 linea)                           | Indica la direzione da seguire per raggiungere la località indicata.                                             |
|                      | Segnale con destinazione e distanza (1 linea)                | Indica la distanza da una località e la direzione da seguire per raggiungerla.                                   |
|                      | Segnale per biciclette con destinazione (1 linea)            | Indica la direzione da seguire per raggiungere la località indicata lungo un percorso ciclabile.                 |
|                      | Segnale per biciclette con destinazione e distanza (1 linea) | Indica la distanza da una località e la direzione da seguire per raggiungerla lungo un percorso ciclabile.       |
| oppure               | Segnale con destinazione (1 linea - rotatoria)               | Indica la direzione da seguire per raggiungere la località indicata; è posto in uscita da una rotatoria.         |
|                      | Segnale con destinazioni (2 linee)                           | Indica le direzioni da seguire per raggiungere la località indicate.                                             |
|                      | Segnale con destinazioni e distanze (2 linee)                | Indica le distanze da due località e le direzioni da seguire per raggiungerle.                                   |
|                      | Segnale per biciclette con destinazioni (2 linee)            | Indica le direzioni da seguire per raggiungere la località indicate lungo un percorso ciclabile.                 |
|                      | Segnale per biciclette con destinazioni e distanze (2 linee) | Indica le distanze da due località e le direzioni da seguire per raggiungerle lungo un percorso ciclabile.       |
|                      | Segnale con destinazioni e distanze (2 linee - rotatoria)    | Indica le direzioni da seguire per raggiungere la località indicate; è posto prima di una rotatoria.             |
|                      | Segnale con destinazioni (3 linee)                           | Indica le direzioni da seguire per raggiungere le località indicate.                                             |
|                      | Segnale con destinazioni e distanze (3 linee)                | Indica le distanze da tre località e le direzioni da seguire per raggiungerle.                                   |
|                      | Segnale per biciclette con destinazioni (3 linee)            | Indica le direzioni da seguire per raggiungere le località indicate lungo un percorso ciclabile.                 |
|                      | Segnale per biciclette con destinazioni e distanze (3 linee) | Indica le distanze da tre località e le direzioni da seguire per raggiungerle lungo un percorso ciclabile.       |
|                      | Segnale con destinazioni (3 linee - rotatoria)               | Indica le direzioni da seguire per raggiungere la località indicate; è posto prima di una rotatoria.             |
| oppure               | Segnale diagrammatico con destinazioni ad una rotatoria      | Indica le direzioni da seguire per raggiungere la località o le strade indicate; è posto prima di una rotatoria. |

## Serie D2: segnali di distanza
La serie D2 contiene i segnali che indicano la distanza delle prossime località che si incontreranno procedendo sulla strada su cui è stato collocato il segnale.
| Segnale statunitense | Significato                   | Spiegazione                                                                                        |
| -------------------- | ----------------------------- | -------------------------------------------------------------------------------------------------- |
|                      | Segnale di distanza (1 linea) | Indica la distanza della località indicata; è posto dopo un incrocio come segnale di conferma.     |
|                      | Segnale di distanza (2 linee) | Indica la distanze delle due località indicata; è posto dopo un incrocio come segnale di conferma. |
|                      | Segnale di distanza (3 linee) | Indica le distanza delle tre località indicate; è posto dopo un incrocio come segnale di conferma. |

## Serie D3: nomi delle vie
La serie D3 contiene i segnali che identificano i nomi delle vie.
| Segnale statunitense | Significato                              | Spiegazione                                                                                   |
| -------------------- | ---------------------------------------- | --------------------------------------------------------------------------------------------- |
|                      | Nomi della vie                           | Indica il nome di una strada.                                                                 |
| oppure               | Preavviso di nome delle via              | Indica i nomi delle strade che si incontreranno al prossimo incrocio (o ai prossimi incroci). |
|                      | Nomi delle vie (con numero della strada) | Indica il nome di una strada e indica il numero con cui è classificata.                       |

## Serie D4: parcheggi
La serie D4 contiene i segnali che indicano la direzione da seguire per raggiungere un parcheggio.
| Segnale statunitense | Significato                              | Spiegazione                                                                   |
| -------------------- | ---------------------------------------- | ----------------------------------------------------------------------------- |
|                      | Direzione per parcheggio                 | Indica la direzione da seguire per raggiungere un parcheggio.                 |
|                      | Direzione per parcheggio di interscambio | Indica la direzione da seguire per raggiungere un parcheggio di interscambio. |
|                      | Direzione per parcheggio per biciclette  | Indica la direzione da seguire per raggiungere un parcheggio per biciclette.  |

## Serie D5: aree di servizio
La serie D5 contiene i segnali stradali che forniscono informazioni riguardanti le aree di servizio; questi segnali sono a sfondo blu con scritte bianche.
| Segnale statunitense | Significato                                                         | Spiegazione |
| -------------------- | ------------------------------------------------------------------- | --- |
|                      | Preavviso di area di servizio                                       | Preavvisa un'area di servizio alla distanza indicata. |
|                      | Preavviso di area di servizio a breve distanza                      | Preavvisa un'area di servizio situata a breve distanza, sul lato destro della strada.                                                                     |
| oppure               | Indicazione di area di servizio (con freccia obliqua)               | Indica un'area di servizio, accessibile tramite corsia di decelerazione, nella direzione indicata dalla freccia.                                          |
|                      | Indicazione di area di servizio (con freccia orizzontale)           | Indica un'area di servizio nella direzione indicata dalla freccia.                                                                                        |
|                      | Distanza dalla prossima area di servizio                            | Indica la distanza dalla prossima area di servizio. |
|                      | Preavviso di area di servizio con centro turistico                  | Preavvisa un'area di servizio con centro turistico alla distanza indicata.                                                                                |
|                      | Indicazione di area di servizio con centro turistico                | Indica un'area di servizio con centro turistico nella direzione della freccia.                                                                            |
|                      | Preavviso di area di servizio con centro turistico a breve distanza | Preavvisa un'area di servizio con centro turistico situata a breve distanza, sul lato destro della strada.                                                |
|                      | Area di servizio nei pressi di una strada interstatale              | Indica un'area di servizio attrezzata situata nelle vicinanze di un'uscita di una strada interstatale (interstate oasis).                                 |
|                      | Area di servizio nei pressi di una strada interstatale (pannello)   | È un pannello complementare che viene abbinato ad un segnale della serie D9 per indicare che i servizi indicati sono disponibili in una interstate oasis. |
|                      | Preavviso di area per provare i freni                               | Preavvisa, alla distanza indicata, un'area dove i guidatori possono provare i freni del loro veicolo.                                                     |
|                      | Indicazione di are per provare i freni                              | Indica un'area dove i guidatori possono provare i freni del loro veicolo.                                                                                 |
|                      | Preavviso di area per il montaggio delle catene da neve             | Preavvisa, alla distanza indicata, un'area dove è possibile fermarsi per montare le catene da neve.                                                       |
|                      | Area di servizio nei pressi di una strada interstatale (pannello)   | Indica un'area dove è possibile fermarsi per montare le catene da neve.                                                                                   |

## Serie D6: scenari panoramici
La serie D6 contiene i pannelli che identificano le strade panoramiche.
| Segnale statunitense | Significato     | Spiegazione                                                                                   |
| -------------------- | --------------- | --------------------------------------------------------------------------------------------- |
| oppure               | National Byways | Indica che la strada in questione è una strada panoramica che fa parte delle National Byways. |

## Serie D8: stazioni di pesatura
La serie D8 contiene i segnali stradali che danno informazioni riguardo alle stazioni di pesatura per autocarri.
| Segnale statunitense | Significato                                               | Spiegazione |
| -------------------- | --------------------------------------------------------- | --- |
|                      | Preavviso di stazione di pesatura                         | Preavvisa una stazione di pesatura alla distanza indicata.                                                               |
|                      | Indicazione di stazione di pesatura (sulla destra)        | Indica una stazione di pesatura a breve distanza sul lato destro della strada.                                           |
|                      | Indicazione di stazione di pesatura (segnale con freccia) | Indica una stazione di pesatura; è posto su uno spartitraffico in corrispondenza della corsia che conduce alla stazione. |

## Serie D9: servizi generali
La serie D9 contiene i segnali stradali e i simboli utilizzati per indicare la presenza di servizi di vario genere.
| Segnale statunitense | Significato                                           | Spiegazione |
| -------------------- | ----------------------------------------------------- | --- |
|                      | Telefono                                              | Indica la presenza di un telefono. |
|                      | Ospedale                                              | Indica la presenza di un ospedale. |
|                      | Campeggio                                             | Indica la presenza di un campeggio. |
|                      | Campeggio per caravan                                 | Indica la presenza di un campeggio attrezzato per la sosta di caravan. |
|                      | Cestino per i rifiuti                                 | Indica la presenza di un cestino dove è possibile buttare i rifiuti. |
|                      | Disabili                                              | Simbolo di "disabili" utilizzabile nella segnaletica di indicazione. |
|                      | Accessibile ai furgoncini                             | Indica che un'infrastruttura (ad esempio un parcheggio per disabili) è accessibile ai furgoncini (van).                                                                                |
|                      | Rifornimento carburante                               | Indica la presenza di un posto di rifornimento carburante. |
|                      | Cibo                                                  | Indica la presenza di una struttura dove è possibile mangiare. |
|                      | Alloggio                                              | Indica la presenza di una struttura dove è possibile pernottare. |
|                      | Informazioni turistiche                               | Indica la presenza di un punto informazioni turistiche. |
|                      | Rifornimento - gasolio                                | Indica la presenza di un posto di rifornimento che eroga anche gasolio. |
|                      | Rifornimento - gpl                                    | Indica la presenza di un posto di rifornimento che eroga anche gpl. |
|                      | Rifornimento - veicoli elettrici                      | Indica la presenza di una postazione di ricarica per veicoli elettrici. |
|                      | Rifornimento - veicoli elettrici (pannello)           | È un pannello complementare esplicativo che viene abbinato all'omonimo segnale per specificarne il significato.                                                                        |
|                      | Rifornimento carburante - etanolo                     | Indica la presenza di un posto di rifornimento carburante che eroga anche etanolo. |
|                      | Scarico acque reflue                                  | Indica la presenza di una struttura dove caravan e autocaravan possono scaricare le acque reflue.                                                                                      |
|                      | Pronto soccorso                                       | Indica la presenza di un pronto soccorso. |
|                      | Ospedale (pannello)                                   | È un pannello complementare che viene abbinato al segnale "Pronto soccorso" per indicare la presenza di un ospedale.                                                                   |
|                      | Ambulanze (pannello)                                  | È un pannello complementare che viene abbinato al segnale "Pronto soccorso" per indicare che il pronto soccorso è dotato di ambulanze.                                                 |
|                      | Cure mediche d'urgenza (pannello)                     | È un pannello complementare esplicativo che viene abbinato al segnale "Pronto soccorso" per indicare che il pronto soccorso ha la possibilità di fornire cure mediche d'urgenza.       |
|                      | Centro traumi                                         | È un pannello complementare che viene abbinato al segnale "Pronto soccorso" per indicare che la struttura media può dare assistenza a chi ha riportato un trauma.                      |
|                      | Polizia                                               | Indica la presenza di una stazione di polizia. |
|                      | Gas propano                                           | Indica la presenza di una struttura dove è possibile riempire le bombole di gas propano                                                                                                |
|                      | Parcheggio per autocarri                              | Indica la presenza di un parcheggio per autocarri. |
|                      | Distanza dalla successiva area di servizio (pannello) | Indica la distanza dalla successiva area di servizio; è posto al di sotto del segnale "Servizi disponibili alla prossima area di servizio".                                            |
| oppure               | Servizi disponibili alla prossima area di servizio    | Indica i servizi per i guidatori disponibili alla prossima area di servizio; i servizi in questione possono essere descritti sia a parole sia con i simboli.                           |
| oppure               | Servizi disponibili alla prossima uscita              | Indica i servizi per i guidatori disponibili alla prossima uscita (eventualmente indicata col numero); i servizi in questione possono essere descritti sia a parole sia con i simboli. |
|                      | Farmacia                                              | Indica la presenza di una farmacia. |
|                      | Aperto 24 ore su 24                                   | È un pannello complementare che viene abbinato al segnale "Farmacia" per indicare che la farmacia è aperta tutta la giornata.                                                          |
|                      | Telescrivente                                         | Indica la presenza di una telescrivente. |
|                      | Connessione wireless                                  | Indica la presenza di una connessione wireless a internet. |

## Serie D10: progressiva miliare
La serie D10 contiene i segnali che indicano la progressiva miliare di una strada.
| Segnale statunitense | Significato                                                     | Spiegazione                                                                                          |
| -------------------- | --------------------------------------------------------------- | --- |
|                      | Progressiva miliare                                             | Indica la progressiva miliare della strada in questione; è posto ogni miglio.                        |
|                      | Progressiva miliare (con frazioni di miglio)                    | Indica la progressiva miliare della strada in questione; è posto per indicare le frazioni di miglio. |
|                      | Progressiva miliare (con numero di strada)                      | Indica la progressiva miliare della strada indicata; è posto ogni miglio..                           |
|                      | Progressiva miliare (con numero di strada e frazioni di miglio) | Indica la progressiva miliare della strada indicata, è posto per indicare le frazioni di miglio.     |

## Serie D11: percorsi per utenza debole
La serie D11 contiene i segnali che indicano percorsi per ciclisti, pedoni o pattinatori.
| Segnale statunitense | Significato                                             | Spiegazione                                              |
| -------------------- | ------------------------------------------------------- | -------------------------------------------------------- |
| oppure               | Percorso per biciclette                                 | Indica un percorso per biciclette.                       |
|                      | Percorso per biciclette con indicazione di destinazione | Indica un percorso per biciclette e indica dove conduce. |
|                      | Percorso pedonale                                       | Indica un percorso pedonale.                             |
|                      | Percorso per pattinatori                                | Indica un percorso per pattinatori.                      |
|                      | Percorso per cavallerizzi                               | Indica un percorso per cavallerizzi.                     |

## Serie D12: canali radio e numeri telefonici
La serie D12 contiene i segnali che indicano su quale frequenze radio o quali numeri chiamare per ricevere informazioni sul traffico o chiamare aiuto.
| Segnale statunitense | Significato                             | Spiegazione                                                                     |
| -------------------- | --------------------------------------- | ------------------------------------------------------------------------------- |
|                      | Informazioni radio                      | Indica il canale radio su cui sintonizzarsi per avere informazioni sul meteo.   |
|                      | Numero per informazioni sul car pooling | Indica il numero da chiamare per avere informazioni riguardanti il car pooling. |
|                      | Canale radio controllato dalla polizia  | Indica il canale radio che viene monitorato dalle forze di polizia.             |
|                      | Numero d'emergenza                      | Indica il numero da chiamare in caso di emergenza (911).                        |
| oppure               | Numero per informazioni sul traffico    | Indica il numero da chiamare per avere informazioni sul traffico.               |

## Serie D13: indicazioni riguardanti le autostrade
La serie D13 contiene i segnali stradali che forniscono indicazioni riguardanti l'inizio di autostrade o l'apertura di uno spartitraffico autostradale.
| Segnale statunitense | Significato                               | Spiegazione |
| -------------------- | ----------------------------------------- | --- |
|                      | Indicazione di varco nello spartitraffico | Indica un varco in uno spartitraffico autostradale utilizzabile solamente da veicoli autorizzati.                           |
|                      | Preavviso di varco nello spartitraffico   | Preavvisa alla distanza indicata un varco in uno spartitraffico autostradale utilizzabile solamente da veicoli autorizzati. |
|                      | Ingresso autostrada                       | Indica che si sta entrando in un'autostrada.                                                                                |
|                      | Indicazione di ingresso autostrada        | Indica la direzione da seguire per raggiungere l'ingresso di un'autostrada.                                                 |

## Serie D14: sponsor
La serie D14 contiene i segnali che indicano le aziende che sponsorizzano la manutenzione di una strada.
| Segnale statunitense | Significato | Spiegazione                                                       |
| -------------------- | ----------- | ----------------------------------------------------------------- |
| oppure               | Sponsor     | Indica le aziende che sponsorizzano la manutenzione della strada. |

## Serie D15: combinazioni direzioni obbligatorie e indicazione delle strada
La serie D15 contiene i segnali stradali che sono formati tramite opportune combinazioni di segnali di informazione e segnali di svolte obbligatorie.
| Segnale statunitense | Significato                                              | Spiegazione |
| -------------------- | -------------------------------------------------------- | --- |
|                      | Combinazione direzione obbligatoria - tavoletta numerata | Indica la direzione che è obbligatoria seguire incanalandosi in una corsia e la strada che si raggiunge (identificata col numero). |
|                      | Combinazione direzione obbligatoria - nome della via     | Indica la direzione che è obbligatoria seguire incanalandosi in una corsia e la strada che si raggiunge (identificata col nome).   |

## Serie D17: corsie e piazzole per veicoli lenti
La serie D17 contiene i segnali che forniscono indicazioni riguardo alla presenza di piazzole o corsie riservate ai veicoli lenti.
| Segnale statunitense | Significato                             | Spiegazione |
| -------------------- | --------------------------------------- | --- |
| oppure               | Preavviso di corsia per autocarri       | Preavvisa la presenza di una corsia per autocarri alla distanza indicata.                                                          |
|                      | Preavviso di piazzola per veicoli lenti | Preavvisa la presenza di una piazzola dove i veicoli lenti si possono fermare per far defluire il traffico alla distanza indicata. |

## Serie E1: preavvisi di uscita
La serie E1 contiene i pannelli che, usati assieme ad altri segnali di informazione, servono a preavvisar un'uscita da una strada.
| Segnale statunitense | Significato                                   | Spiegazione |
| -------------------- | --------------------------------------------- | --- |
|                      | Numero di uscita (pannello)                   | È un pannello complementare che viene abbinato assieme ad altri segnali di indicazione per specificare il numero di un'uscita autostradale; il fondo blu è utilizzato se il pannello è posto assieme ai segnali della serie D9. |
|                      | Numero di uscita sul lato sinistro (pannello) | È un pannello complementare che viene abbinato assieme ad altri segnali di indicazione per specificare il numero di un'uscita autostradale che si trova sul lato sinistro della carreggiata.                                    |
|                      | Numero di uscita sul lato sinistro (pannello) | È un pannello complementare che viene abbinato assieme ad altri segnali di indicazione per specificare che un'uscita autostradale è situata sul lato sinistro della carreggiata.                                                |

## Serie E2: prossima uscita
La serie E2 contiene i pannelli che, usati assieme ad altri segnali di informazione, servono a indicare la distanza dalla successiva uscita autostradale.
| Segnale statunitense | Significato     | Spiegazione                                              |
| -------------------- | --------------- | -------------------------------------------------------- |
|                      | Prossima uscita | Indica la distanza dalla successiva uscita autostradale. |

## Serie E5: indicazioni di uscita
La serie E5 contiene i segnali e i pannelli complementari che indicano un'uscita da una strada.
| Segnale statunitense | Significato                      | Spiegazione |
| -------------------- | -------------------------------- | --- |
|                      | Indicazione di uscita            | Indica un'uscita da un'autostrada.                                                                                            |
|                      | Numero di uscita                 | È un pannello complementare che viene abbinato assieme al segnale "Indicazione di uscita" per indicare il numero dell'uscita. |
| oppure               | Indicazione di uscita con numero | Indica un'uscita da un'autostrada mostrandone anche il numero.                                                                |
|                      | Uscita aperta                    | Indica che un'uscita autostradale è aperta nonostante i lavori in corso.                                                      |
|                      | Uscita chiusa                    | Indica che un'uscita autostradale è chiusa a causa dei lavori in corso.                                                       |
|                      | Solo in uscita                   | Indica che i lavori in corso coinvolgono solamente un'uscita autostradale.                                                    |

## Serie E6: segnale di conferma per strada che prosegue dritto
| Segnale statunitense | Significato                                        | Spiegazione                                                                             |
| -------------------- | -------------------------------------------------- | --------------------------------------------------------------------------------------- |
| oppure               | Segnale di conferma per strada che prosegue dritto | Indica la strada che si continuerà a percorrere procedendo dritto al prossimo incrocio. |

## Serie E8: corsie preferenziali per ilcar pooling
La serie E8 contiene i segnali riguardanti l'accesso e l'uscita alle corsie preferenziali per il car pooling; questi segnali vengono utilizzati, assieme a quelli contenuti nelle serie R3, quando vi è una separazione fisica (tramite spartitraffico) tra le corsie riservate e quelle destinate all'uso di tutti i veicoli.
| Segnale statunitense | Significato                                                                                             | Spiegazione |
| -------------------- | --- | --- |
|                      | Entrata per corsia preferenziale per il car pooling (segnale sullo spartitraffico)                      | Indica l'entrata di una corsia preferenziale per il car pooling; è posto sullo spartitraffico in corrispondenza della prima entrata della corsia preferenziale. |
|                      | Entrata per corsia preferenziale per il car pooling (segnale sullo spartitraffico - entrata intermedia) | Indica l'entrata di una corsia preferenziale per il car pooling; è posto sullo spartitraffico in corrispondenza di un'entrata intermedia (ovvero successiva alla prima) della corsia preferenziale. |
|                      | Entrata di corsia per il car pooling                                                                    | Indica l'entrata di una corsia preferenziale per il car pooling. |
|                      | Entrata di corsia per il car pooling (segnale a ponte)                                                  | Indica l'entrata di una corsia preferenziale per il car pooling; è posto a ponte sopra la carreggiata. |
|                      | Preavviso di entrata per corsia preferenziale per il car pooling                                        | Preavvisa, alla distanza indicata, un'entrata di una corsia preferenziale per il car pooling. |
|                      | Indicazione di uscita riservata alla corsia del car pooling                                             | Indica un'uscita da un'autostrada (o strada con caratteristiche similari) che può essere utilizzata dai soli veicoli per il car pooling. |
|                      | Indicazione di uscita da corsia del car pooling                                                         | Indica un'interruzione nello spartitraffico che separa la corsia del car pooling da quelle di marcia normale tramite la quale i veicoli che percorrono la corsia per il car pooling possono rientrare sulle corsie utilizzabili da tutti i veicoli e imboccare un'uscita di un'autostrada (o strada similare).                             |
|                      | Indicatore di uscita riservata alla corsia del car pooling                                              | Preavvisa, alla distanza indicata, un'interruzione nello spartitraffico che separa la corsia del car pooling da quelle di marcia normale tramite la quale i veicoli che percorrono la corsia per il car pooling possono rientrare sulle corsie utilizzabili da tutti i veicoli e imboccare un'uscita di un'autostrada (o strada similare). |

## Serie E11: pannelli per uscite
La serie E11 contiene i pannelli che vengono utilizzati assieme ad altri segnali di indicazione, generalmente posti a ponte sopra la carreggiata, per specificare una situazione che riguarda un'uscita da una strada.
| Segnale statunitense | Significato                         | Spiegazione |
| -------------------- | ----------------------------------- | --- |
| oppure con oppure    | Solamente per l'uscita              | Indica che la corsia indicata dalla freccia può essere utilizzata solo per uscire da un'autostrada; i vari segnali utilizzati hanno un diverso design a seconda del fatto che siano apposti al di sotto di un segnale di indicazione o direttamente all'interno del segnale. |
| oppure               | Solamente per l'uscita (due frecce) | Indica che le corsie indicate dalle frecce possono essere utilizzate solo per uscire da un'autostrada; i vari segnali utilizzati sono posti al di sotto di un segnale di indicazione.                                                                                        |
|                      | Lato sinistro                       | Indica che un'uscita da un'autostrada si trova sul lato sinistro della carreggiata (invece che sul destro, come accade usualmente); è utilizzato all'interno di un segnale di indicazione.                                                                                   |

## Serie E13: pannelli per velocità consigliata in uscita
La serie E13 contiene i pannelli che vengono utilizzati assieme ad altri segnali di indicazione per specificare la velocità a cui si consiglia di percorre un'uscita autostradale.
| Segnale statunitense | Significato                               | Spiegazione |
| -------------------- | ----------------------------------------- | --- |
|                      | Velocità consigliata in uscita (pannello) | Indica la velocità a cui si consiglia di percorrere un'uscita autostradale; è posto al di sotto di un segnale di indicazione in corrispondenza di un'uscita.           |
|                      | Velocità consigliata su una rampa         | Indica che la velocità a cui si consiglia di percorrere una rampa autostradale; è utilizzato all'interno di un segnale di indicazione.                                 |
|                      | Velocità consigliata in uscita            | Indica che la velocità a cui si consiglia di percorrere una corsia di decelerazione in uscita da un'autostrada; è utilizzato all'interno di un segnale di indicazione. |

## Serie G20: pannelli per lavori in corso
La serie G20 contiene alcuni dei pannelli complementari che vengono utilizzati quando ci sono dei lavori in corso.
| Segnale statunitense | Significato                  | Spiegazione |
| -------------------- | ---------------------------- | --- |
|                      | Preavviso di lavori in corso | Presegnala dei lavori in corso alla distanza indicata. |
|                      | Fine del cantiere            | Indica la fine di un cantiere e delle restrizioni alla circolazione ad esso correlate.                                                                                       |
|                      | Seguire l'auto pilota        | Indica di seguire un'auto pilota per attraversare in sicurezza una zona interessata da un cantiere stradale; è posto sul retro dell'auto in questione.                       |
|                      | Zona di lavori               | È un pannello complementare che viene abbinato assieme ad un limite di velocità per specificare che la prescrizione è valida a causa della presenza di un cantiere stradale. |

## Serie M1: tavolette numerate per strade
La serie M1 contiene le tavolette numerate che identificano le varie tipologie di strade tramite il numero a loro assegnato.
| Segnale statunitense | Significato                                                        | Spiegazione |
| -------------------- | ------------------------------------------------------------------ | --- |
|                      | Tavoletta numerata per strada interstatale                         | Indica il numero di una strada interstatale (Interstate).                                                               |
|                      | Tavoletta numerata per business route                              | Indica il numero di una business road.                                                                                  |
|                      | Tavoletta numerata per strada nazionale                            | Indica il numero di una strada nazionale (U.S. Routes).                                                                 |
|                      | Tavoletta numerata per strada statale                              | Indica il numero di una strada statale; ogni stato può decidere di personalizzare il design del segnale.                |
|                      | Tavoletta numerata per strada di contea                            | Indica il numero di una strada di contea.                                                                               |
|                      | Tavoletta numerata per strada forestale                            | Indica il numero di una strada forestale.                                                                               |
| oppure               | Tavoletta numerata per itinerario ciclabile                        | Indica il numero di un itinerario ciclabile.                                                                            |
|                      | Tavoletta numerata per itinerario ciclabile interstatale           | Indica il numero di un itinerario ciclabile interstatale.                                                               |
| oppure               | Tavoletta per strada facente parte dell'Eisenower Interstae System | Indica che la strada in questione fa parte del Dwight D. Eisenhower National System of Interstate and Defense Highways. |

## Serie M2: raccordi
La serie M2 contiene i segnali che riguardano i raccordi tra due strade.
| Segnale statunitense | Significato         | Spiegazione |
| -------------------- | ------------------- | --- |
|                      | Raccordo (pannello) | È un pannello complementare che viene abbinato assieme alle tavolette con i numeri delle strade per indicare il raccordo di due strade. |
|                      | Raccordo            | Indica un raccordo tra le due strade indicate.                                                                                          |

## Serie M3: pannelli complementari con direzioni cardinali
La serie M3 contiene i pannelli complementari che indicano le direzioni cardinali; i pannelli che compaiono nella tabella sottostante possono avere anche il testo di colore bianco e uno sfondo di colore scuro (marrone, blu o verde) a seconda del tipo di segnale a cui sono abbinati.
| Segnale statunitense | Significato | Spiegazione |
| -------------------- | ----------- | --- |
|                      | Nord        | È un pannello complementare che viene abbinato alle tavolette con i numeri delle strade per indicare che si sta percorrendo la strada indicata dalla tavoletta in direzione nord.  |
|                      | Sud         | È un pannello complementare che viene abbinato alle tavolette con i numeri delle strade per indicare che si sta percorrendo la strada indicata dalla tavoletta in direzione sud.   |
|                      | Est         | È un pannello complementare che viene abbinato alle tavolette con i numeri delle strade per indicare che si sta percorrendo la strada indicata dalla tavoletta in direzione est.   |
|                      | Ovest       | È un pannello complementare che viene abbinato alle tavolette con i numeri delle strade per indicare che si sta percorrendo la strada indicata dalla tavoletta in direzione ovest. |

## Serie M4: pannelli complementari per tavolette numerate
La serie M4 contiene i pannelli complementari che vengono abbinati alle tavolette numerate per indicare i percorsi alternativi ad una strada (ad esempio una circonvallazione) oppure il fatto che una strada sia a pedaggio.
| Segnale statunitense | Significato                      | Spiegazione |
| -------------------- | -------------------------------- | --- |
| oppure               | Alternativa                      | È un pannello complementare che viene abbinato alle tavolette con i numeri delle strade per indicare che la strada in questione è un'alternativa alla strada indicata dalla tavoletta.                                                                      |
|                      | Circonvallazione                 | È un pannello complementare che viene abbinato alle tavolette con i numeri delle strade per indicare che la strada in questione è una strada alternativa che funge da circonvallazione alla strada indicata dalla tavoletta.                                |
|                      | Business                         | È un pannello complementare che viene abbinato alle tavolette con i numeri delle strade per indicare che la strada in questione è una strada alternativa alla strada indicata dalla tavoletta che passa nella zona degli affari di una città.               |
|                      | Autocarri                        | È un pannello complementare che viene abbinato assieme alle tavolette con i numeri delle strade per indicare che la strada in questione è un'alternativa, dedicata agli autocarri, alla strada indicata dalla tavoletta.                                    |
|                      | Per                              | È un pannello complementare che viene abbinato assieme alle tavolette con i numeri delle strade per indicare che la strada in questione conduce alla strada indicata dalla tavoletta.                                                                       |
|                      | Fine                             | È un pannello complementare che viene abbinato assieme alle tavolette con i numeri delle strade per indicare la fine della strada indicata dalla tavoletta.                                                                                                 |
| oppure               | Temporaneo                       | È un pannello complementare che viene abbinato assieme alle tavolette con i numeri delle strade per indicare che la strada fa temporaneamente parte dell'itinerario indicato dalla tavoletta numerata.                                                      |
|                      | Inizio della deviazione          | È un pannello complementare che viene abbinato assieme alle tavolette con i numeri delle strade per indicare l'inizio di una deviazione della strada indicata dalla tavoletta.                                                                              |
|                      | Fine della deviazione            | Indica la fine di una deviazione. |
|                      | Fine della deviazione (pannello) | È un pannello complementare che viene abbinato assieme alle tavolette con i numeri delle strade per indicare la fine di una deviazione della strada indicata dalla tavoletta.                                                                               |
|                      | Deviazione (pedoni e ciclisti)   | Indica una deviazione di un percorso per pedoni e ciclisti. |
|                      | Deviazione (pedoni)              | Indica una deviazione di un percorso pedonale. |
|                      | Deviazione (ciclisti)            | Indica una deviazione di un percorso ciclabile. |
|                      | Deviazione                       | Indica una deviazione. |
|                      | Freccia per deviazione           | Indica una deviazione; di solito è montato assieme al segnale "Strada chiusa". |
|                      | Inizio                           | È un pannello complementare che viene abbinato assieme alle tavolette con i numeri delle strade per indicare l'inizio della strada indicata dalla tavoletta.                                                                                                |
|                      | Strada a pedaggio                | È un pannello complementare che viene abbinato assieme alle tavolette con i numeri delle strade per indicare che la strada indicata dalla tavoletta è a pedaggio.                                                                                           |
|                      | Contante non accettato           | È un pannello complementare che viene abbinato assieme alle tavolette con i numeri delle strade per indicare che non è possibile pagare in contanti il pedaggio della strada indicata dalla tavoletta.                                                      |
|                      | Casellante                       | È un simbolo che identifica la possibilità di pagare il pedaggio ad un casellante. |
|                      | Resto esatto                     | È un simbolo che identifica la possibilità di pagare il pedaggio alle casse automatiche, ricevendo il resto esatto. |
|                      | Solo pedaggio elettronico        | È un pannello complementare che viene abbinato assieme alle tavolette con i numeri delle strade per indicare che il pedaggio della strada indicata dalla tavoletta può essere pagato solamente tramite registrandosi ad un sistema di pedaggio elettronico. |

## Serie M5: preavvisi di svolta
La serie M5 contiene i pannelli complementari che preavvisano a riguardo delle direzioni da seguire per proseguire su una determinata strada; i pannelli che compaiono nella tabella sottostante possono avere anche le frecce di colore bianco e uno sfondo di colore scuro (marrone, blu o verde) a seconda del tipo di segnale a cui sono abbinati.
| Segnale statunitense | Significato                   | Spiegazione |
| -------------------- | ----------------------------- | --- |
|                      | Frecce di preavviso di svolta | Sono dei pannelli complementari che vengono abbinati assieme alle tavolette con i numeri delle strade per preavvisare la direzione della strada indicata dalla tavoletta numerata.                                  |
|                      | Corsia di sinistra            | È un pannello complementare che viene abbinato assieme alle tavolette con i numeri delle strade per indicare che per proseguire sulla strada indicata dalla tavoletta numerata bisogna usare la corsia di sinistra. |
|                      | Corsia centrale               | È un pannello complementare che viene abbinato assieme alle tavolette con i numeri delle strade per indicare che per proseguire sulla strada indicata dalla tavoletta numerata bisogna usare la corsia centrale.    |
|                      | Corsia di destra              | È un pannello complementare che viene abbinato assieme alle tavolette con i numeri delle strade per indicare che per proseguire sulla strada indicata dalla tavoletta numerata bisogna usare la corsia di destra.   |

## Serie M6: frecce direzionali
La serie M6 contiene i pannelli complementari che indicano le direzioni da seguire per proseguire su una determinata strada; i pannelli che compaiono nella tabella sottostante possono avere anche le frecce di colore bianco e uno sfondo di colore scuro (marrone, blu o verde) a seconda del tipo di segnale a cui sono abbinati.
| Segnale statunitense | Significato        | Spiegazione |
| -------------------- | ------------------ | --- |
|                      | Frecce direzionali | Sono dei pannelli complementari che vengono abbinati assieme alle tavolette con i numeri delle strade per indicare la direzione della strada indicata dalla tavoletta numerata. |

## Serie I1: informazioni generali
La serie I1 contiene dei segnali che forniscono informazioni di carattere generale (come la presenza di una stazione o il nome di un fiume attraversato).
| Segnale statunitense | Significato                                             | Spiegazione |
| -------------------- | ------------------------------------------------------- | --- |
|                      | Semafori sincronizzati                                  | Indica che si troverà il verde ad una serie di semafori sincronizzati se si procede alla velocità indicata.                       |
|                      | Confine di stato federato                               | Indica il confine di uno stato federato.                                                                                          |
|                      | Nome di fiume                                           | Indica il nome di un fiume. |
|                      | Aeroporto                                               | Indica un aeroporto. |
|                      | Autostazione                                            | Indica un'autostazione. |
|                      | Stazione ferroviaria                                    | Indica una stazione ferroviaria.                                                                                                  |
|                      | Biblioteca                                              | Indica una biblioteca. |
|                      | Traghetto                                               | Indica un porto dove è possibile caricare i veicoli su un traghetto.                                                              |
|                      | Centro riciclaggio                                      | Indica un centro riciclaggio. |
|                      | Fermata di veicoli ferroviari leggeri                   | Indica una fermata di veicoli ferroviari leggeri (tram, ferrotranvie, ...).                                                       |
| oppure               | Numeri per emergenze relative ad un passaggio a livello | Indica il numero da chiamare in caso di emergenze relative ad un passaggio a livello (ad esempio un veicolo bloccato sui binari). |

## Serie RS: simboli riguardanti attività ricreative e culturali
La serie RS contiene i simboli collegati ad attività ricreative e siti di importanza culturale. I segnali che fanno parte di questa sono rettangolari e, tranne un caso, sono costituiti da pittogrammi bianchi su sfondo marrone.

### Segnaletica di applicazione generale
| Segnale statunitense | Significato                     | Spiegazione                                                                     |
| -------------------- | ------------------------------- | ------------------------------------------------------------------------------- |
|                      | Area fumatori                   | Indica un'area dove è possibile fumare.                                         |
|                      | Galleria                        | Indica una galleria.                                                            |
|                      | Torre di osservazione           | Indica una torre di osservazione.                                               |
|                      | Faro                            | Indica un faro.                                                                 |
|                      | Frana                           | Indica una frana.                                                               |
|                      | Diga                            | Indica una diga.                                                                |
|                      | Postazione avvistamento cervi   | Indica una postazione di avvistamento cervi.                                    |
|                      | Postazione avvistamento orsi    | Indica una postazione per di avvistamento orsi.                                 |
|                      | Area cani                       | Indica una area dove è possibile tenere i cani al guinzaglio.                   |
|                      | Fermata autobus                 | Indica una fermata dell'autobus.                                                |
|                      | Punto di osservazione           | Indica un punto di osservazione del paesaggio.                                  |
|                      | Falò                            | Indica un'area dove è possibile accendere dei falò.                             |
|                      | Punto di interesse              | Indica un punto di particolare interesse.                                       |
|                      | Estintore                       | Indica la presenza di un estintore.                                             |
|                      | Serpenti a sonagli              | Indica un luogo dove si possono osservare serpenti a sonagli.                   |
|                      | Lattine o bottiglie             | Indica un distributore di lattine e bottiglie.                                  |
|                      | Bar                             | Indica un bar.                                                                  |
|                      | Radio                           | Indica una zona dove è possibile ascoltare la radio.                            |
|                      | Passeggini                      | Indica un luogo dove è possibile prendere dei passeggini.                       |
|                      | Idrovolante                     | Indica un luogo dove è possibile prendere un idrovolante.                       |
|                      | Raccolta legname                | Indica una zona dove è possibile raccogliere del legname.                       |
|                      | Passeggiata sul pontile         | Indica un pontile su cui è possibile passeggiare.                               |
|                      | Stare sul sentiero              | Indica di rimanere sul sentiero.                                                |
|                      | Pick-up                         | Indica una zona attrezzata per i pick-up.                                       |
|                      | Area per lo studio della natura | Indica un luogo dove si possono compiere studi sulla natura.                    |
|                      | Area di interesse culturale     | Indica un'area di particolare interesse culturale.                              |
|                      | Riciclaggio                     | Indica una zona dove è possibile depositare i rifiuti destinati al riciclaggio. |

### Segnaletica riguardante le possibilità di sistemazione
| Segnale statunitense | Significato                              | Spiegazione                                                          |
| -------------------- | ---------------------------------------- | -------------------------------------------------------------------- |
|                      | Servizi igienici per uomini              | Indica la presenza di servizi igienici per soli uomini.              |
|                      | Servizi igienici                         | Indica la presenza di servizi igienici sia per uomini che per donne. |
|                      | Servizi igienici per donne               | Indica la presenza di servizi igienici per sole donne.               |
|                      | Parcheggio                               | Indica un parcheggio.                                                |
|                      | Rifugio con possibilità di pernottamento | Indica un rifugio dove è possibile dormire.                          |
|                      | Zona per caravan                         | Indica una zona attrezzata per la sosta dei caravan (roulotte).      |
|                      | Zona per autocaravan                     | Indica una zona attrezzata per la sosta degli autocaravan (camper).  |
|                      | Fasciatoio per bambini (uomini)          | Indica un fasciatoio per bambini utilizzabile dai soli uomini.       |
|                      | Fasciatoio per bambini (donne)           | Indica un fasciatoio per bambini utilizzabile dalle sole donne.      |
|                      | Sentiero in campeggio                    | Indica un sentiero all'interno di un campeggio.                      |

### Segnaletica riguardante i servizi
| Segnale statunitense | Significato                 | Spiegazione                                                                              |
| -------------------- | --------------------------- | ---------------------------------------------------------------------------------------- |
|                      | Acqua potabile              | Indica la presenza di acqua potabile.                                                    |
|                      | Stazione dei guardaparco    | Indica la presenza di una stazione dei guardaparco (ranger).                             |
|                      | Drogheria                   | Indica la presenza di una drogheria.                                                     |
|                      | Pronto soccorso             | Indica la presenza di un posto di pronto soccorso.                                       |
|                      | Ufficio postale             | Indica la presenza di un ufficio postale.                                                |
|                      | Meccanico                   | Indica la presenza di un meccanico.                                                      |
|                      | Armadietti/deposito bagagli | Indica la presenza di armadietti o di un deposito in cui è possibile lasciare i bagagli. |
|                      | Docce                       | Indica la presenza delle docce.                                                          |
|                      | Rifugio per i picnic        | Indica una struttura al chiuso dove è possibile fare un picnic.                          |
|                      | Scarico acque reflue        | Indica un luogo dove caravan e autocaravan possono scaricare le acque reflue.            |
|                      | Rifugio                     | Indica la presenza di un rifugio.                                                        |
|                      | Zona per picnic             | Indica un luogo dove è possibile far un picnic.                                          |
|                      | Canile                      | Indica la presenza di un canile.                                                         |
|                      | Funivia                     | Indica la possibilità di prendere una funivia.                                           |
|                      | Stalla                      | Indica la presenza di una stalla.                                                        |
|                      | Lavanderia a gettoni        | Indica la presenza di una lavanderia a gettoni.                                          |
|                      | Cestino per rifiuti         | Indica la presenza di un cestino dove è possibile gettare i rifiuti.                     |
|                      | Cassonetto per rifiuti      | Indica la presenza di un cassonetto dove è possibile gettare i rifiuti.                  |
|                      | Teatro                      | Indica la presenza di un teatro.                                                         |
|                      | Presa elettrica             | Indica la presenza di una presa elettrica.                                               |

### Segnaletica riguardante le attività ricreative a terra
| Segnale statunitense | Significato                                  | Spiegazione                                                                               |
| -------------------- | -------------------------------------------- | ----------------------------------------------------------------------------------------- |
|                      | Percorso per cavallerizzi                    | Indica un percorso per cavallerizzi.                                                      |
|                      | Percorso per veicoli fuoristrada             | Indica un percorso per veicoli fuoristrada.                                               |
|                      | Percorso per escursionisti                   | Indica un percorso per escursionisti.                                                     |
|                      | Anfiteatro                                   | Indica la presenza di un anfiteatro.                                                      |
|                      | Osservazione fauna selvatica                 | Indica una postazione per l'osservazione della fauna selvatica.                           |
|                      | Percorso per scalate professionistiche       | Indica un percorso dedicato agli scalatori professionistici.                              |
|                      | Percorso per arrampicatori                   | Indica un percorso per arrampicatori.                                                     |
|                      | Rocce da collezione                          | Indica un luogo dove è possibile estrarre campioni di roccia da collezione.               |
|                      | Grotte                                       | Indica un percorso che prevede l'esplorazione di grotte.                                  |
|                      | Percorso per ATV                             | Indica un percorso per ATV.                                                               |
|                      | Campo da baseball                            | Indica la presenza di un campo da baseball.                                               |
|                      | Area per il fitness e ginnastica             | Indica un'area attrezzata dove è possibile praticare fitness e ginnastica.                |
|                      | Area per lo skateboard                       | Indica la presenza di un'area attrezzata dove è possibile praticare skateboard.           |
|                      | Giro turistico in auto                       | Indica la possibilità di intraprendere un giro turistico in auto.                         |
|                      | Sentiero attrezzato con pannelli esplicativi | Indica un sentiero per escursionisti attrezzato con pannelli esplicativi.                 |
|                      | Area per tiro con l'arco                     | Indica la presenza di un'area attrezzata dove è possibile praticare tiro con l'arco.      |
|                      | Area per il pattinaggio in linea             | Indica la presenza di un'area attrezzata dove è possibile praticare pattinaggio in linea. |
|                      | Deltaplano                                   | Indica la possibilità di andare in deltaplano.                                            |
|                      | Golf                                         | Indica la presenza di un campo da golf.                                                   |
|                      | Tennis                                       | Indica la presenza di un campo da tennis.                                                 |
|                      | Recinto per bestiame                         | Indica la presenza di un recinto per il bestiame.                                         |

### Segnaletica riguardante le attività ricreative acquatiche
| Segnale statunitense | Significato                                | Spiegazione |
| -------------------- | ------------------------------------------ | --- |
|                      | Allevamento ittico                         | Indica la presenza di un allevamento ittico.                                                                           |
|                      | Porticciolo                                | Indica la presenza di un porticciolo.                                                                                  |
|                      | Rampa per la discesa in acqua delle barche | Indica la presenza di una rampa tramite la quale è possibile calare in acqua le imbarcazioni.                          |
|                      | Motoscafi                                  | Indica la possibilità di noleggiare un motoscafo.                                                                      |
|                      | Barca a vela                               | Indica la possibilità di andare in barca a vela.                                                                       |
|                      | Barca a remi                               | Indica la possibilità di andare in barca a remi.                                                                       |
|                      | Sci nautico                                | Indica la possibilità di fare sci nautico.                                                                             |
|                      | Surf                                       | Indica la possibilità di fare surf.                                                                                    |
|                      | Immersioni                                 | Indica la possibilità di fare immersioni.                                                                              |
|                      | Nuotare                                    | Indica un luogo dove è possibile nuotare.                                                                              |
|                      | Tuffarsi                                   | Indica un luogo dove è possibile tuffarsi.                                                                             |
|                      | Pesca                                      | Indica un luogo dove è possibile pescare.                                                                              |
|                      | Canoa                                      | Indica un luogo dove è possibile fare canoa.                                                                           |
|                      | Giro in barca                              | Indica la possibilità di intraprendere un giro turistico in barca.                                                     |
|                      | Piscina per bambini                        | Indica la presenza di una piscina per bambini.                                                                         |
|                      | Passaggio per pesci                        | Indica la presenza di un passaggio per pesci tramite il quale essi riescono a superare i dislivelli dei corsi d'acqua. |
|                      | Pulizia del pesce                          | Indica la presenza di un posto attrezzato per la pulizia del pesce pescato.                                            |
|                      | Giubbotto salvagente                       | Indica la presenza di un giubbotto salvagente.                                                                         |
|                      | Postazione avvistamento foche              | Indica una postazione di avvistamento delle foche.                                                                     |
|                      | Postazione avvistamento balene             | Indica una postazione di avvistamento delle balene.                                                                    |
|                      | Windsurf                                   | Indica la possibilità di praticare windsurf.                                                                           |
|                      | Messa in acqua di canotti                  | Indica la possibilità di mettere in acqua dei canotti.                                                                 |
|                      | Kayak                                      | Indica una possibilità di andare col kayak.                                                                            |
|                      | Molo per la pesca                          | Indica la presenza di un molo dal quale si può pescare.                                                                |
|                      | Moto d'acqua                               | Indica la possibilità di noleggiare moto d'acqua.                                                                      |
|                      | Spiaggia                                   | Indica la presenza di una spiaggia.                                                                                    |
|                      | Rafting                                    | Indica la possibilità di fare rafting.                                                                                 |
|                      | Barca a motore                             | Indica la presenza di noleggiare una barca a motore.                                                                   |

### Segnaletica riguardante le attività ricreative invernali
| Segnale statunitense | Significato               | Spiegazione                                                                                 |
| -------------------- | ------------------------- | ------------------------------------------------------------------------------------------- |
|                      | Sci di fondo              | Indica la possibilità di praticare sci di fondo.                                            |
|                      | Sci alpino                | Indica la possibilità di praticare sci alpino.                                              |
|                      | Salto con gli sci         | Indica la possibilità di praticare salto con gli sci                                        |
|                      | Slittino                  | Indica la possibilità di andare in slittino.                                                |
|                      | Pattinaggio sul ghiaccio  | Indica la possibilità di praticare pattinaggio sul ghiaccio.                                |
|                      | Motoslitta                | Indica la possibilità di andare in motoslitta.                                              |
|                      | Area ricreativa invernale | Indica la presenza di un'area ricreativa per i praticanti di sport invernali.               |
|                      | Ciaspole                  | Indica la possibilità di fare escursioni con le ciaspole.                                   |
|                      | Pesca sotto il ghiaccio   | Indica la possibilità di pescare pesci dal di sotto della superficie ghiacciata dell'acqua. |
|                      | Sciovia                   | Indica la presenza di un impianto di skilift.                                               |
|                      | Snowboard                 | Indica la possibilità di praticare snowboard.                                               |
|                      | Slitta con i cani         | Indica la possibilità di fare un'escursione con una slitta trainata dai cani.               |
|                      | Snow tubing               | Indica la possibilità di praticare snow tubing.                                             |